# Kommunalwahlen in Brandenburg 2024
Die Kommunalwahlen in Brandenburg 2024 fanden am 9. Juni des Jahres, am selben Tag wie die Europawahl, statt. Auch die letzten Kommunalwahlen 2019 sind gemeinsam mit der Europawahl durchgeführt worden.
Zu wählen waren ehrenamtliche Bürgermeister, die Kreistage der 14 Landkreise, die Stadtverordnetenversammlungen der vier kreisfreien Städte sowie die Mitglieder des Europäischen Parlaments. Hinzu kommen neue Gemeindevertretungen in 409 Orten sowie der Verbandsgemeinde Liebenwerda.
Die gesetzliche Grundlage bildet das Kommunalwahlrecht des Landes Brandenburg.

## Ergebnis
Das amtliche Landesendergebnis der Wahlen der Kreistage der Landkreise und Stadtverordnetenversammlungen der kreisfreien Städte lautet:
| Partei                                                          | Prozent (Veränderung zu 2019) |
| --------------------------------------------------------------- | ----------------------------- |
| Alternative für Deutschland (AfD)                               | 25,7 (+9,8)                   |
| Christlich Demokratische Union Deutschlands (CDU)               | 19,3 (+1,0)                   |
| Sozialdemokratische Partei Deutschlands (SPD)                   | 16,6 (−1,1)                   |
| Die Linke (Linke)                                               | 07,8 (−6,3)                   |
| Brandenburger Vereinigte Bürgerbewegungen/Freie Wähler (BVB/FW) | 07,4 (+1,1)                   |
| Bündnis 90/Die Grünen (Grüne)                                   | 06,7 (−4,4)                   |
| Bauern und andere                                               | 03,6 (+0,3)                   |
| Freie Demokratische Partei (FDP)                                | 03,2 (−1,7)                   |
| andere Parteien                                                 | 09,7 (+1,2)                   |

Die Wahlbeteiligung lag bei 66,1 Prozent (1.407.601 von 2.129.908 Wahlberechtigten; +7,7 Prozentpunkte gegenüber 2019). 2,0 Prozent der abgegebenen Stimmen waren ungültig.

## Regionale Schwerpunkte der Parteien
Die jeweils besten Ergebnisse bei den Wahlen der Kreistage (in kreisfreien Städten: Stadtverordnetenversammlungen) waren:
- für die AfD 38,2 % im Landkreis Spree-Neiße
- für die CDU 25,2 % im Landkreis Potsdam-Mittelmark und 24,4 % im Landkreis Havelland
- für die SPD 19,6 % in der Stadt Cottbus, 19,5 % im Landkreis Teltow-Fläming und 19,4 % in der Landeshauptstadt Potsdam
- für die Linken 15,8 % in der Stadt Frankfurt (Oder)
- für die Grünen 14,5 % in der Landeshauptstadt Potsdam
- für die BVB/FW 12,1 % im Landkreis Barnim